# ماری فرانسوا زاویه بیشا
ماری فرانسوا زاویه بیشا (فرانسوی: Marie François Xavier Bichat‎; ۱۴ نوامبر ۱۷۷۱ – ۲۲ ژوئیهٔ ۱۸۰۲) یک آسیب‌شناس و کالبدشناس اهل فرانسه بود که با وجود عمر کوتاه خود تأثیر زیادی بر علم پزشکی دوران خود و پس از آن داشت 
وی در ۱۴ نوامبر ۱۷۷۱ در شهر توآرت (Thoirette) فرانسه به دنیا آمد. او در دانشگاه‌های لیون و پاریس به تحصیل پزشکی پرداخت مدرک دکترای خود را در سال ۱۷۹۳ دریافت کرد. او علاقه‌ی شدیدی به پژوهش در زمینه‌ی ساختار و عملکرد انسان داشت و زندگی خود را وقف پژوهش در زمینه های بافت شناسی، کالبد شناسی و فیزیولوژی کرد. آثار بیشا در عرصه‌ پزشکی کمک بسیاری به تحول و توسعه‌ این حوزه کرد. او به ویژه با کتاب معروف خود "آناتومی عمومی کاربردی در فیزیولوژی و پزشکی" به شهرت رسید. این کتاب، نه تنها یک مرجع برای دانشجویان پزشکی بود، بلکه سبک جدیدی را در زمینه‌ آموزش بافت‌ها و ساختار انسان پایه گذاری کرد. با آنکه او میکروسکوپ در اختیار نداشت، اما تفاوت‌های ساختاری و عملکردی را بین ۲۱ بافت اولیه جنینی را که اعضاء بدن از آنها ایجاد می‌شود، تشخیص داد. برخی وی را، پدر علم بافت‌شناسی می‌دانند. 
او پلی میانِ آسیب‌شناسی عضوی جووانی باتیستا مورگانی و آسیب‌شناسی سلولی رودلف ویرشو محسوب می‌شود. به علت ابتکارات بیشا در زمینه آموزش بافت‌ها و تأثیر بزرگش بر توسعه‌ی پزشکی، نام او همواره در میان پژوهشگران و دانشجویان پزشکی به یادگار باقی خواهد ماند. 
او در سن ۳۰ سالگی از روی چند پله در اوتل-دیو سقوط کرد و ۱۴ روز بعد بر اثر عفونت بعد از عمل جراحی با تب درگذشت و در گورستان پر-لاشز به خاک سپرده شد. نام وی یکی از ۷۲ اسمی است که بر روی برج ایفل پاریس کنده‌کاری شده‌است.